# Marcos Delía
Marcos Nicolás Delía (Saladillo, Provincia de Buenos Aires; 8 de abril de 1992) es un basquetbolista argentino que actualmente milita en el Club Atlético Boca Juniors de la Liga Nacional de Básquet.

## Carrera
Su debut como profesional se produjo jugando para Boca Juniors el 13 de octubre de 2010, en un partido frente a Peñarol de Mar del Plata. 
En abril de 2012 fue citado para participar del Nike Hoop Summit, junto a jóvenes promesas de todo el mundo.
En junio de 2014 se sumó a Obras Basket, equipo para el que jugaría las siguientes dos temporadas de la Liga Nacional de Básquet. 
En agosto de 2016 fichó por el UCAM Murcia de la ACB española por dos temporadas. Posteriormente renovaría por un año más con los murcianos, pero, en enero de 2019, se desvinculó del club tras haber culminado un semestre con unos promedios de 5,8 puntos y 3,3 rebotes en ACB y 9+5,6 en la Champions. Seguidamente, se incorporó al Joventut de Badalona, con el cual permanecería hasta el final de la temporada.
Dejó España para arreglar su incorporación al equipo mexicano de Fuerza Regia. Sin embargo sólo jugó cuatro partidos con esa formación antes de rescindir su contrato y retornar a Europa. Durante el resto de la temporada 2019-20 militó en las filas del Virtus Bolonia de la Lega Basket Serie A.
En septiembre de 2020 firmó un contrato temporal con Pallacanestro Trieste de la Lega Basket Serie A, al que, gracias a sus buenas actuaciones, convirtió en uno permanente. 
Luego de tres años jugando en Italia, Delía aceptó en agosto de 2022 una oferta para sumarse al BC Wolves de la Lietuvos Krepšinio Lyga. Tras actuar una temporada allí regresó a Italia en julio de 2023, incorporándose al Amici Pallacanestro Udinese de la Serie A2.
Tras 10 años de su salida, en agosto de 2024, vuelve a Boca Juniors para la temporada 2024-25.  El 17 de enero de 2025 consigue el título de la Supercopa de La Liga 2024. El 4 de marzo de 2025 se consagra campeón de la Copa Súper 20 2025 frente a Instituto de Córdoba. El 20 de julio de 2025 obtiene la Liga Nacional , por primera vez en su carrera, nuevamente frente a Instituto.

### Selección nacional
Debutó con la selección argentina en el torneo de baloncesto de los Juegos Panamericanos de Guadalajara 2011. Previamente había jugado en las selecciones juveniles, participando en el Campeonato Sudamericano de Baloncesto Sub-17 de 2009 -organizado en la localidad uruguaya de Trinidad-, donde fue parte de un equipo que conquistó el primer puesto. Posteriormente el pívot integraría el plantel argentino que compitió en el Campeonato FIBA Américas Sub-18 de 2010 de San Antonio y el que lo haría en el Campeonato Mundial de Baloncesto Sub-19 de 2011 en Letonia, en donde alcanzó el cuarto puesto.
En junio de 2012 fue parte del plantel de la Selección Argentina de Mayores que logró el Campeonato Sudamericano disputado en la ciudad chaqueña de Resistencia.
Delia participó en el Campeonato FIBA Américas de 2013, obteniendo la medalla de bronce con su equipo, y logrando así la clasificación a la Copa Mundial de Baloncesto de 2014, en la cual el pívot estuvo presente.
En 2015 integró el combinado albiceleste que asistió a los Juegos Olímpicos de Río de Janeiro 2016, luego de obtener la medalla de plata en el Campeonato FIBA Américas 2015 que se disputó en la Ciudad de México.
En agosto de 2019 actuó de manera destacada como uno de los pivotes titulares de la selección de Argentina que ganó la medalla de oro en los Juegos Panamericanos de Lima. Poco después mostró su talento en la Copa Mundial de Baloncesto de 2019, donde su equipo terminó como subcampeón tras caer ante España en la final.  
En el verano de 2021 fue parte del equipo que participó en los Juegos Olímpicos de Tokio 2020, terminando finalmente en el séptimo lugar.
En septiembre de 2022 disputó con el combinado absoluto argentino el FIBA AmeriCup de 2022, ganando el oro al derrotar al combinado brasileño en la final.

## Vida privada
Delía es un católico practicante.

## Estadísticas
| Equipo                    | Temporada/ Torneo                                           | PJ | Pts | Min  | Dobles | Dobles | Triples | Triples | Libres | Libres | Rebotes | Rebotes | As |
| Equipo                    | Temporada/ Torneo                                           | PJ | Pts | Min  | C      | L      | C       | L       | C      | L      | Def     | Of      | As |
| ------------------------- | ----------------------------------------------------------- | -- | --- | ---- | ------ | ------ | ------- | ------- | ------ | ------ | ------- | ------- | -- |
| Boca Juniors              | LNB 10-11                                                   | 11 | 15  | 41   | 2      | 15     | —       | —       | 1      | 2      | 6       | 9       | 3  |
| Boca Juniors              | LNB 11-12                                                   | 42 | 126 | 552  | 51     | 104    | —       | —       | 24     | 64     | 91      | 36      | 18 |
| Boca Juniors              | LNB 12-13                                                   | 51 | 125 | 478  | 50     | 83     | 0       | 2       | 25     | 53     | 66      | 42      | 16 |
| Boca Juniors              | LNB 13-14                                                   | 52 | 418 | 1012 | 173    | 289    | 0       | 1       | 72     | 128    | 164     | 87      | 48 |
| Obras Basket              | LNB 14-15                                                   | 59 | 670 | 1581 | 270    | 495    | —       | —       | 130    | 226    | 333     | 114     | 58 |
| Obras Basket              | LNB 15-16                                                   | 59 | 674 | 1673 | 270    | 467    | —       | —       | 134    | 229    | 311     | 116     | 63 |
| UCAM Murcia               | Liga ACB 2016-17                                            | 16 | 103 | 321  | 43     | 72     | 0       | 1       | 17     | 29     | 33      | 19      | 10 |
| UCAM Murcia               | Liga ACB 2017-18                                            | 34 | 210 | 734  | 79     | 182    | 0       | 1       | 52     | 85     | 82      | 52      | 27 |
| UCAM Murcia               | Liga ACB 2018-19                                            | 15 | 87  | 250  | 35     | 62     | —       | —       | 17     | 47     | 27      | 22      | 10 |
| Joventut Badalona         | Liga ACB 2018-19                                            | 21 | 109 | 278  | 45     | 74     | —       | —       | 19     | 26     | 25      | 29      | 9  |
| Fuerza Regia de Monterrey | Liga Nacional de Baloncesto Profesional de México 2019-2020 | 4  | 48  | 133  | 18     | 35     | —       | —       | 12     | 24     | 17      | 7       | 8  |
| Virtus Bolonia            | Lega Basket Serie A 2019-20                                 | 18 | 84  | 232  | 35     | 53     | —       | —       | 14     | 20     | 42      | 8       | 9  |

## Palmarés

### Clubes
- 2014 Subcampeón del Torneo Súper 8 con Obras Sanitarias.
- 2025 Campeón SuperCopa de La Liga 2024 con Boca Juniors
- 2025 Campeón Copa Súper 20 con Boca Juniors
- 2025 Campeón Liga Nacional de Básquet con Boca Juniors

### Selección nacional

#### Juveniles
- 2009 Medalla de Oro en el Campeonato Sudamericano de Baloncesto Sub-17 con la Selección de Argentina.

#### Mayores
- 2012 Medalla de Oro en el Campeonato Sudamericano de Baloncesto con la Selección de Argentina.
- 2013 Medalla de Bronce en el Campeonato FIBA Américas con la Selección de Argentina.
- 2014 Medalla de Plata en el Campeonato Sudamericano de Baloncesto con la Selección de Argentina.
- 2014 Medalla de Oro en los Juegos Sudamericanos con la Selección de Argentina.
- 2015 Medalla de Plata en el Campeonato FIBA Américas con la Selección de Argentina.
- 2017 Medalla de Plata en el Campeonato FIBA Américas con la Selección de Argentina.
- 2019 Medalla de Oro en los Juegos Panamericanos con la Selección de Argentina.
- 2019 Medalla de Plata en el Campeonato Mundial de Baloncesto con la Selección de Argentina.
- 2022 Medalla de Oro en el Campeonato FIBA Américas con la Selección de Argentina.

Menciones
2025 MVP Copa Super 20